# Antoine Séguin
Pour les articles homonymes, voir Séguin.
Antoine Séguin, né le 13 novembre 1763 à Ourouer-les-Bourdelins et mort le 2 juillet 1833 à Bourges, est un magistrat, révolutionnaire et homme politique français.

## Biographie

### Jeunesse
Né en 1763, Séguin est issu d'une famille de riches fermiers aisés, apparentée aux Boin, une puissante dynastie de magistrats d'où est issu le futur député royaliste Antoine Boin. Le jeune Séguin embrasse la carrière juridique et, après des études de droit à Paris, devient avocat en parlement au bailliage et siège présidial de Bourges. En 1787 il épouse sa cousine germaine Marie Séguin. Il se lie notamment d'amitié avec son collègue Étienne François Sallé de Chou, professeur de droit français et futur député influent aux États généraux de 1789.

### Une figure révolutionnaire à Bourges
En 1789, Séguin adhère aux idées patriotiques et s'investit pleinement dans la vie politique locale. En 1792, il est élu membre de la municipalité de Bourges, puis procureur-syndic en 1793. Il se distingue notamment en proposant de remédier à la pénurie locale de numéraire en fondant les cloches de la ville. Séguin est épargné par la dictature jacobine et conserve en l'an II ses fonctions de représentant du gouvernement révolutionnaire, cette fois sous le titre d'agent national. Il demeure encore en place après le 9 thermidor.
Le 16 floréal an III (5 mai 1795), Séguin est élu administrateur du département du Cher, puis est réélu le 26 vendémiaire an IV (18 octobre 1795). Il compose ainsi le directoire du département en compagnie de Dumont-Verville, Béguin fils, Grangier et Auclert, autres « jacobins modérés » étroitement surveillés par le très républicain procureur-syndic Heurtault de Lammerville. Séguin est considéré par celui-ci comme un esprit fin et un piètre orateur. En l'an V, il est épargné avec Auclert par l’épuration qui suit le coup d'État de Fructidor, mais est finalement révoqué avec son collègue le 5 brumaire an VI (26 octobre 1797).

### Magistrat et notable berrichon
Esprit souple, Séguin s'attire quelques années plus tard les bonnes grâces du pouvoir consulaire. Le 14 prairial an VIII (3 juin 1800), il est nommé conseiller de l'arrondissement de Bourges, puis conseiller de préfecture le 19 nivôse an IX (9 janvier 1801). Cette position lui permet de figurer parmi la liste des notables départementaux dressée en 1802. 
Séguin aspire cependant à entrer dans la magistrature et reçoit le précieux appui de son ami Sallé de Chou, président du tribunal d'appel de Bourges. D'abord juge suppléant, il devient président du tribunal civil de Bourges le 18 fructidor an XIII (5 septembre 1805). 
Séguin ne quittera pas son fauteuil jusqu'à sa mort, comblant les vœux de tous les régimes successifs. Le 19 mars 1808, il réintègre le conseil municipal de Bourges présidé par Antoine Callande de Clamecy, un autre futur magistrat. En 1814, la Première Restauration envisage même de nommer cet ancien révolutionnaire repenti au conseil général du département du Cher. Quelques mois plus tard, lors des Cent-Jours, il prête serment à Napoléon Ier... avant de se rallier sans sourciller à Louis XVIII en juillet 1815. En 1818, il est à nouveau nommé conseiller de l'arrondissement de Bourges. Le 7 mai 1821, il reçoit la Légion d'honneur. 
En 1830, Séguin se soumet à la Monarchie de Juillet et, tout en conservant la présidence du tribunal de Bourges, est reconduit au conseil municipal dont il est l'un des éléments-clés.
Séguin jouit d'une confortable aisance tout au long de son existence. Il a quatre enfants, dont une fille, François-Julie, qui épouse Pierre Pascaud, procureur-général près la Cour royale de Bourges sous la Monarchie de Juillet. Leur fils, Charles Pascaud, sera président du tribunal civil de Bourges sous le Second Empire, faisant ainsi de cette juridiction berruyère un vrai fief de famille.

## Sources
- Guillaume Lévêque, Grands notables du Premier Empire, Cher, Paris, 2010, Guénégaud.
- Archives départementales du Cher, carton 1L144 (registre des actes du directoire du département, 1790 - An V)